# Worthington Springs
Worthington Springs es un pueblo ubicado en el condado de Union en el estado estadounidense de Florida. En el Censo de 2010 tenía una población de 181 habitantes y una densidad poblacional de 200,82 personas por km².

## Geografía
Worthington Springs se encuentra ubicado en las coordenadas 29°56′5″N 82°25′28″O / 29.93472, -82.42444. Según la Oficina del Censo de los Estados Unidos, Worthington Springs tiene una superficie total de 0.9 km², de la cual 0.89 km² corresponden a tierra firme y (1.72%) 0.02 km² es agua.

## Demografía
Según el censo de 2010, había 181 personas residiendo en Worthington Springs. La densidad de población era de 200,82 hab./km². De los 181 habitantes, Worthington Springs estaba compuesto por el 89.5% blancos, el 3.87% eran afroamericanos, el 0% eran amerindios, el 0% eran asiáticos, el 0% eran isleños del Pacífico, el 2.21% eran de otras razas y el 4.42% pertenecían a dos o más razas. Del total de la población el 7.18% eran hispanos o latinos de cualquier raza.